# Placówka Straży Granicznej w Krynkach

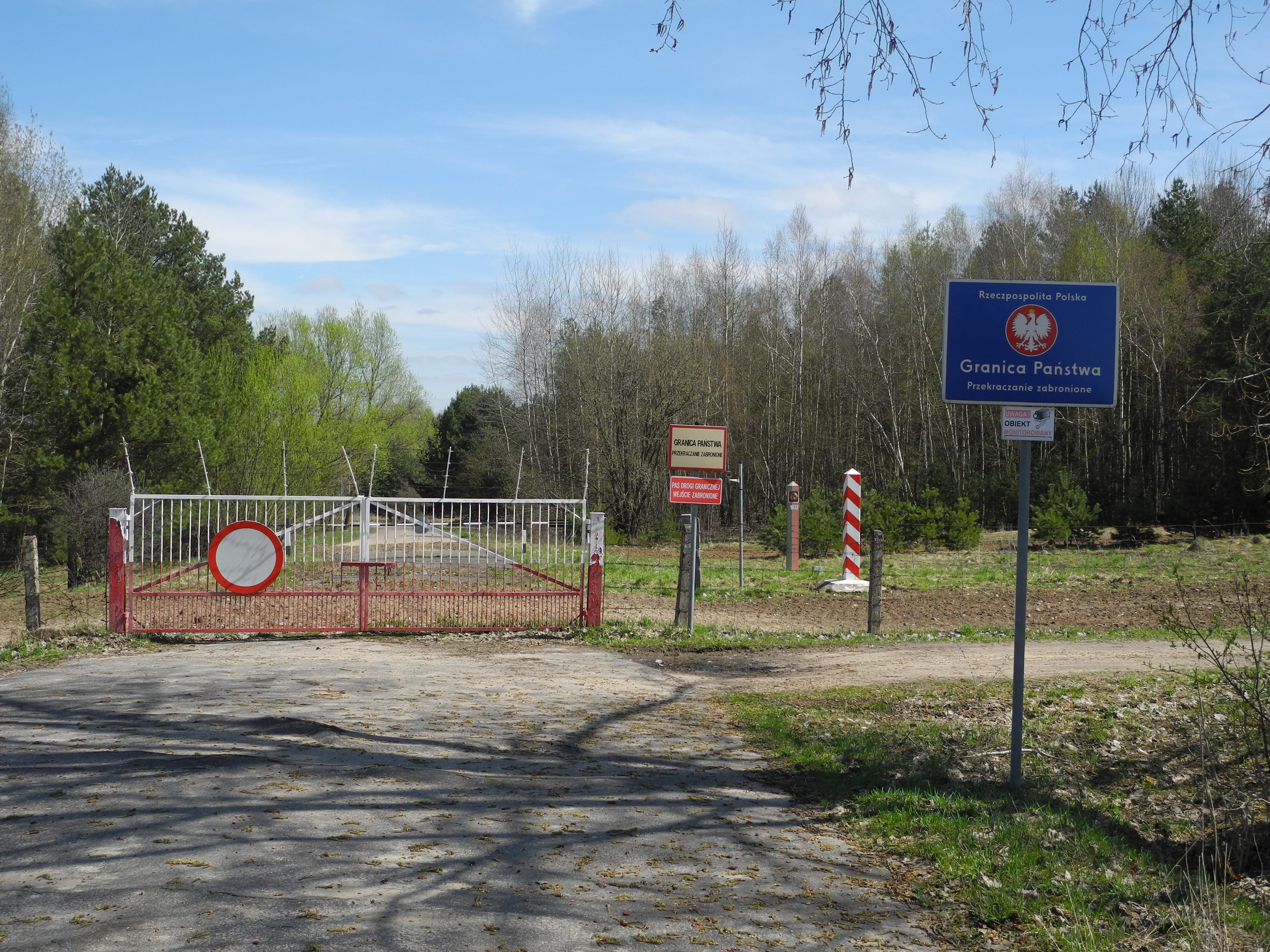
Granica polsko-białoruska w pobliżu Krynek (kwiecień 2013)

Placówka Straży Granicznej w Krynkach – graniczna jednostka organizacyjna Straży Granicznej realizująca zadania w ochronie granicy państwowej z Republiką Białorusi.

## Formowanie i zmiany organizacyjne
Placówka Straży Granicznej w Krynkach (PSG w Krynkach) z siedzibą w Krynkach, została powołana 24 sierpnia 2005 Ustawą z 22 kwietnia 2005 O zmianie ustawy o Straży Granicznej..., w strukturach Podlaskiego Oddziału Straży Granicznej w Białymstoku z przemianowania dotychczas funkcjonującej strażnicy Straży Granicznej w Krynkach (Strażnica SG w Krynkach) .

## Ochrona granicy
Placówka Straży Granicznej w Krynkach ochrania odcinek granicy państwowej z Republiką Białorusi o długości 19,770 km. Od lipca 2015 do ochrony powierzonego odcinka wykorzystuje wieżę obserwacyjną w pobliżu miejscowości Krynki z lokalnym ośrodkiem nadzoru w placówce SG w Krynkach, której zadaniem jest monitorowanie granicy państwowej.
Zgodnie z rozporządzeniem Wojewody Podlaskiego wprowadzono zakaz przebywania na pasie drogi granicznej:
1. znak graniczny nr 498 – znak gran. nr 511.

### Terytorialny zasięg działania
Stan z 2 grudnia 2016
Obszar działania Placówki Straży Granicznej w Krynkach obejmował:
- Od znaku granicznego nr 515 do znaku gran. nr 485.
- Linia rozgraniczenia:

1. Z placówką Straży Granicznej w Szudziałowie: włączony znak gran. nr 515, Krynki, wyłączony Ostrów Północny, Talkowszczyzna, dalej drogą Krynki–Supraśl.
2. Z placówką Straży Granicznej w Bobrownikach: wyłączony znak gran. nr 485, dalej granicą gmin Krynki i Szudziałowo oraz Gródek.

Stan z 1 sierpnia 2011
Obszar działania Placówki Straży Granicznej w Krynkach obejmował:
- Od znaku gran. nr 1634 do znaku gran. nr 1604.
- Linia rozgraniczenia:

1. Z placówką Straży Granicznej w Szudziałowie: włącznie znak gran. nr 1634, Krynki, wyłącznie Ostrów Północny, Talkowszczyzna, dalej drogą Krynki–Suprasl.
2. Z placówką Straży Granicznej w Bobrownikach: wyłącznie znak gran. nr 1604, dalej granicą gmin Krynki i Szudziałowo oraz Gródek.

### Wydarzenia
- 2016 – 24 sierpnia funkcjonariusze placówki SG w Krynkach zostali uhonorowani przez ministra Spraw Wewnętrznych i Administracji:

1. kpr. SG Hubert Fiedorowicz i plut. SG Krzysztof Olechno, którzy podczas pełnienia służby w rej. miejscowości Ozierany Wielkie przy użyciu kamery termowizyjnej zauważyli, że okna i drzwi jednego z domów emitują silne promieniowanie cieplne. Funkcjonariusze natychmiast udali się w to miejsce. Po przybyciu okazało się, że z budynku wydobywa się gęsty dym i słychać odgłosy przebywającej w środku osoby. Funkcjonariusze znaleźli starszego mężczyznę, który nie był w stanie sam opuścić swojego mieszkania, chwycili mężczyznę i przez okno wynieśli go z płonącego domu, a następnie przekazali pod opiekę przybyłej załodze karetki pogotowia.
2. sierż. SG Rafał Bućko i plut. SG Paweł Bućko z Placówki SG w Bobrownikach, którzy w czasie wolnym od służby, byli świadkami wypadku, w którym doszło do czołowego zderzenia dwóch samochodów osobowych oraz dachowania trzeciego auta. Poszkodowanych zostało łącznie 12 osób, w tym troje dzieci. Funkcjonariusze natychmiast przystąpili do działań ratowniczych. Ewakuowali z pojazdów osoby poszkodowane i w stosunku do jednej z nich prowadzili resuscytację krążeniowo-oddechową. Tak zabezpieczonych przekazali służbom medycznym[7].

- 2019 – 3 października odbyła się uroczystość wmurowania aktu erekcyjnego pod budowę nowego obiektu Placówki Straży Granicznej w Krynkach. Zakończenie robót budowlanych zaplanowano na wrzesień 2020. Wartość całej inwestycji to około 16 mln zł. Budowa  nowego obiektu placówki realizowana jest z Programu Modernizacji Policji, Straży Granicznej, Państwowej Straży Pożarnej i Służby Ochrony Państwa w latach 2017–2020”[8]. W ramach realizacji tego zadania powstaną m.in. budynek administracyjny, garaże, kojce z budami, wybieg oraz tor przeszkód dla psów służbowych, wieże łączności radiowej z przyłączami i instalacjami, a także ogrodzenie kompleksu z monitoringiem[9].
- 2020 – 26 listopada funkcjonariusze Straży Granicznej w Krynkach przeprowadzili się do nowo wybudowanego obiektu przy ul. Pohulanka 39 (poprzednia siedziba była przy ul. gen. Józefa Bema 68). Są tam nowe garaże (w jednym z nich jest myjnia), boisko, siłownia, wybieg i tor szkoleniowy dla psów służbowych. Obiekt kosztował 16 milionów złotych[10].

### Placówki sąsiednie
- Placówka SG w Szudziałowie ⇔ Placówka SG w Bobrownikach – 01.08.2011[6].

## Komendanci placówki
- mjr SG/ppłk SG Kazimierz Kmita (01.02.2007–07.06.2013[11])
- mjr SG Krzysztof Milewski p.o. (był 08.06.2013[11])
- kpt. SG Piotr Koprowski (2013–03.11.2015[12])
- ppłk SG Grzegorz Biziuk (od 04.11.2015[13])
- ppłk SG  Janusz Asanowicz (17.09.2016[14]–23.02.2017[15])
- kpt. SG/ppłk SG Adam Kaźmierczak (24.02.2017[15]–obecnie[16]).